# The Bonding
«The Bonding» — восьмий студійний альбом австрійського симфонічного павер-метал-гурту Edenbridge. Реліз відбувся 21 червня 2013 через лейбл SPV GmbH.

## Список композицій
Автор музики і слів Ланвалль. 
| #     | Назва                   | Тривалість |
| ----- | ----------------------- | ---------- |
| 1.    | «Mystic River»          | 7:13       |
| 2.    | «Alight a New Tomorrow» | 3:53       |
| 3.    | «Star-Crossed Dreamer»  | 4:01       |
| 4.    | «The Invisible Force»   | 5:27       |
| 5.    | «Into a Sea of Souls»   | 4:57       |
| 6.    | «Far Out of Reach»      | 6:09       |
| 7.    | «Shadows of My Memory»  | 5:37       |
| 8.    | «Death is Not the End»  | 5:45       |
| 9.    | «The Bonding»           | 15:26      |
| 58:28 |                         |            |

## Учасники запису
Edenbridge
- Сабіна Едельсбахер – вокал
- Ланвалль – електрогітара, ритм-гітара, бас-гітара, клавішні, фортепіано, акустична гітара
- Домінік Себастіан – електрогітара, ритм-гітара
- Макс Пойнтнер – ударні
- Вольфганг Ротбауер – бас-гітара, гроулінг у треку "Shadows of My Memory"

Запрошені музиканти
- Ерік Мартенссон – провідний вокал у треку "The Bonding"
- Роббі Валентайн – задній вокал та хор
- Оркестр Звукової асоціації